# Dekametr
Dekametr (symbol: dam) – wielokrotność metra, podstawowej jednostki długości w układzie SI. Jeden dekametr równa się 10 metrom. W notacji naukowej można go zapisać jako 1 E+1 m oznaczający 10 × 1 m.
Nie jest powszechnie używany jako jednostka odległości. Dekametrów używa się czasami w meteorologii do określenia wysokości geopotencjału.
- Dla określenia powierzchni używa się dekametrów kwadratowych (dam2), znanych pod nazwą ar. 1 ar równa się 1 dam2, który jest równy 100 metrom kwadratowym (100 m²).
- Dla określenia objętości używa się czasami dekametrów sześciennych (dam3), gdzie 1 dam3 równa się 1 000 m³.